# Щербатов, Иван Андреевич
Князь Ива́н Андре́евич Щерба́тов (1696—1761) — русский дипломат и чиновник из рода Щербатовых, действительный камергер (1739), сенатор, действительный тайный советник (1757).

## Биография
Родился в 1696 году; отец — Андрей Дмитриевич Щербатов (?—1711) был спальником царя Петра I.
В 16 лет, в 1712 году Иван Щербатов был приписан солдатом в Преображенский полк. Неизвестно, сколько времени он прослужил в этом полку; однако известно, что в 1719—1721 годах он уже жил в Англии на собственные средства, изучая французский и английский языки, математику, астрономию и навигацию. В 1719 году Щербатов хотел получить практику на военном английском корабле и просил русского резидента Ф. П. Веселовского похлопотать о принятии его во флот, отправлявшийся в плавание под командой вице-адмирала Беркли, но получил отказ. Донося об этом письменно Петру Великому, Щербатов обещал, что постарается не терять времени и будет изучать языки и «вступать в глубочайшие части математики». В 1720 году Щербатов перевёл на русский язык «Considérations sur le numéraire et le commerce par J. Law», под заглавием «Деньги и купечество, рассуждено с предлогами к присовокуплению в народе денег чрез г-на Ивана Ляуса, ныне управителя королевского банка в Париже». 27 февраля 1720 года Щербатов писал Петру Великому из Лондона, что «дерзает поднести ему перевод книги Ляуса» (Джона Ло), так как знает склонность царя «ко установлению художеств и купечества, такожде как и наук».
Щербатов вернулся из Англии в сентябре 1721 года и в том же году определён был в Иностранную Коллегию «для познания дел», а в начале следующего года пожалован в советники Коммерц-коллегии. В 1723 году Щербатов вместе с новым русским консулом Яковом Евреиновым был направлен в Кадикс. Заданием Щербатова было — «с купцами тамошней нации, а не с другими, получить знакомство и тайным образом разведывать о той коммерции и разговаривать с купцами, дожидаясь Евреинова с указом, дабы он себе и ему основал знакомство». В Кадиксе Щербатов написал сочинение — «Ведение о торговле российской». В апреле 1726 года Щербатов был переведён из Кадикса в Мадрид полномочным министром при Испанском дворе; где пробыл до 1731 года, затем отозван был в Россию и отправлен чрезвычайным посланником в Константинополь, откуда вернулся в 1732 году.
Весной 1733 года Щербатов был произведён в статские советники и назначен вице-президентом Коммерц-коллегии. В 1734—1739 годах Щербатов был президентом Юстиц-коллегии и членом в комиссии для сочинения Нового Уложения, а в июне 1739 года был послан полномочным министром в Великобританию. Вероятно, незадолго перед этим он женился на сестре графини Остерман — Прасковье Ивановне Стрешневой.
При назначении в Англию Щербатов был пожалован в действительные камергеры; 12 августа 1741 года произведён в тайные советники. В том же 1741 году, князю Щербатову был послан рескрипт, чтобы он старался разведывать обо всем, что происходит в Лондоне «и какие бывают в парламенте толки и рассуждения о положении дел в России и по случаю воцарения Елизаветы Петровны». В начале 1742 года Щербатов доносил обо всех слухах, касающихся войны России с Швецией, и о той роли, какую играет в этом деле Франция.
В конце марта 1742 года Щербатов был отозван из Лондона, но уже через год, в марте 1743 года, императрице было доложено, что Картерет просит назначить в Лондон князя Щербатова вместо камергера Нарышкина — «яко тамо уже лучше всякого другого знакомого и у милорда Картерета в конфиденции находящегося». 15 июля 1743 года была подписана кредитивная грамота; Щербатову было назначено прежнее жалованье — 6000 рублей в год и 5000 рублей на экипаж. Пробыл в Лондоне ещё три года (до августа 1746 года), но с новым статс-секретарём, лордом Харрингтоном, у него не сложились отношения и Щербатов жаловался даже на личное дурное обхождение с ним Харрингтона. В августе 1746 года в Лондон был назначен полномочным министром граф П. Г. Чернышёв. Осенью 1747 года, когда шла речь о замене его другим лицом, английский полномочный посол при русском дворе, лорд Гиндфорд, писал из Петербурга в Лондон лорду Честерфилду: «Так как князь Щербатов назначается скоро к Дрезденскому двору, то, если вашему сиятельству желательно возвращение этого честного человека к вам, замена графа Чернышева легко может совершиться в непродолжительном времени». Однако назначение Щербатова в третий раз полномочным министром в Англию не состоялось; 30 июня 1748 года он был пожалован в сенаторы, 5 сентября получил орден Святого Александра Невского; в 1757 году был произведён в действительные тайные советники.
Умер 2 (13) ноября 1761 года.

## Семья
- Отец — Щербатов, Андрей Дмитриевич (?—1711) — спальник царя Петра I.
- Жена — Прасковья Ивановна Стрешнева, сестра Марфы Остерман.
- Брат — Щербатов, Фёдор Андреевич (1688—1762).
- Дочь — Наталья Ивановна Щербатова